# Joel Hirschhorn
Joel Hirschhorn (18 décembre 1937 - 18 septembre 2005) était un auteur-compositeur américain. Il a remporté l'Oscar de la meilleure chanson originale à deux reprises. Il a également écrit des chansons pour un certain nombre de musiciens, dont Elvis Presley et Roy Orbison . 

## Biographie
Hirschhorn est né dans le Bronx et a fréquenté la High School of Performing Arts de Manhattan . Après avoir obtenu son diplôme, Hirschhorn est devenu un artiste régulier du circuit des boîtes de nuit de New York, à la fois en tant que chanteur solo et en tant que membre du groupe de rock & roll, The Highlighters.
Au milieu des années 1960, Hirschhorn se lance dans l'écriture de bandes originales de films. La première partition qu'il a écrite était pour Who Killed Teddy Bear? (1965), qui a été réalisé par son ami Joseph Cates . Il travaille à nouveau avec Cates l'année suivante dans The Fat Spy . Cependant, le film a été si mal reçu que Hirschhorn a eu du mal à trouver du travail à Hollywood pendant des années par la suite.[réf. nécessaire]
Hirschhorn, avec son partenaire compositeur Al Kasha, n'a pas travaillé sur un autre film avant les années 1970, The Cheyenne Social Club, réalisé par Gene Kelly . C'est le prochain effort du couple, pour L'Aventure du Poséidon (1972), qui s'est vraiment fait un nom. " The Morning After ", une chanson qu'ils ont écrite en une seule soirée, leur a valu leur premier Oscar et a également dominé le palmarès Billboard .
La Tour infernale (1974) a offert à Hirschhorn et Kasha leurs deuxièmes Oscars, cette fois pour « We May Never Love Like This Again ». Grâce à ce succès, le couple a reçu deux autres nominations aux Oscars, toutes deux pour leur travail sur Peter et Elliott le dragon (1977).
Hirschhorn et Kasha ont continué à travailler ensemble jusqu'à la fin des années 1990, leur dernière collaboration étant Rescue Me (1992). Le couple a également travaillé ensemble sur des comédies musicales à Broadway, recevant les nominations au Tony Award de la meilleure musique originale pour Copperfield et Seven Brides pour Seven Brothers . À la fin de sa carrière, Hirschhorn a écrit The Complete Idiot's Guide to Songwriting, qui a été publié pour la première fois en 2001.